# Mahnmal für die österreichischen jüdischen Opfer der Schoah

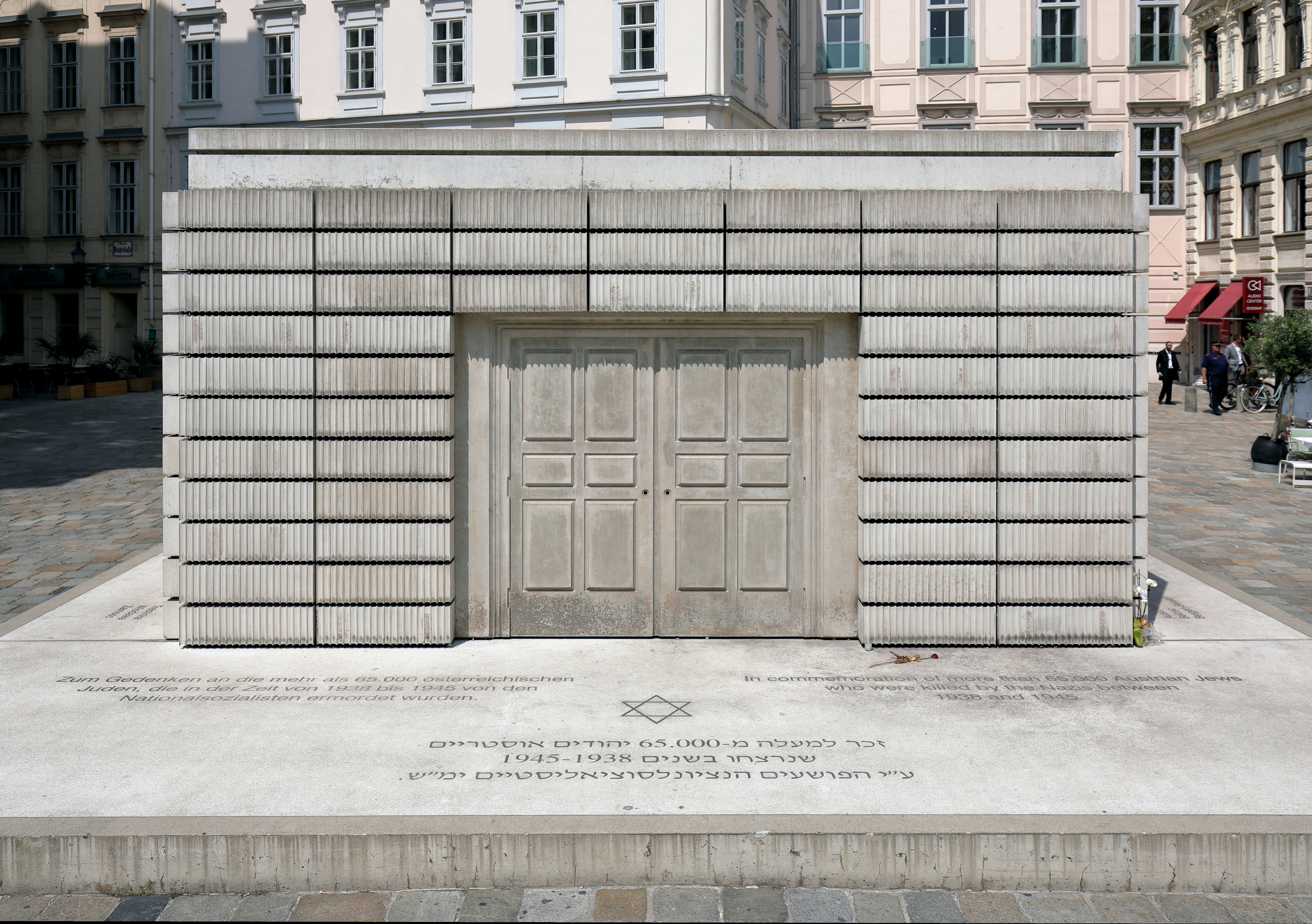
Das Mahnmal für die österreichischen Opfer der Schoah am Wiener Judenplatz mit der dreisprachigen Gedenkinschrift am Sockel

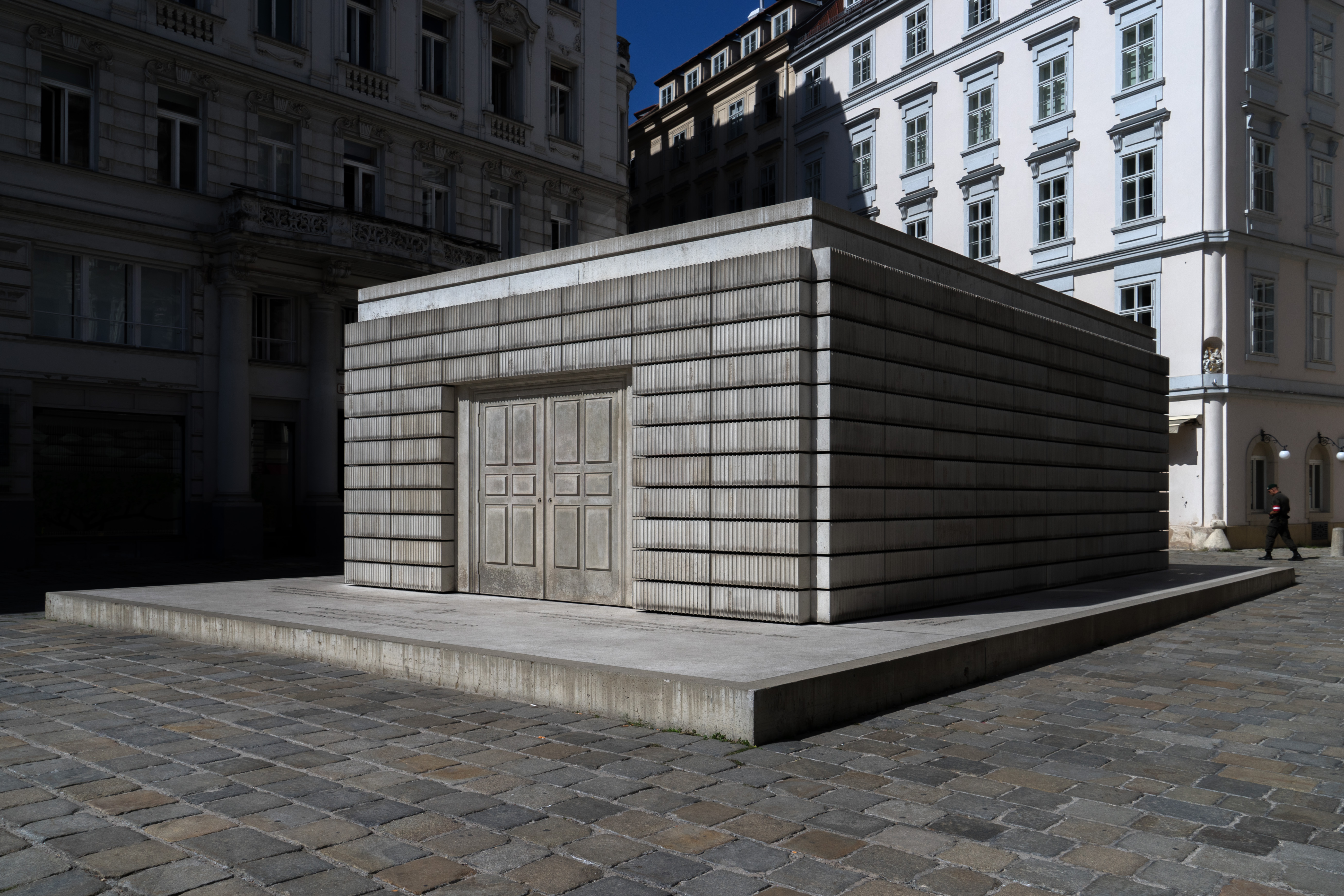
Das Mahnmal in Blickrichtung Drahtgasse

Das Mahnmal für die österreichischen jüdischen Opfer der Schoah (auch: Mahnmal für die 65.000 ermordeten österreichischen Juden und Jüdinnen der Schoah) steht am Judenplatz im ersten Bezirk von Wien. Das zentrale Mahnmal für die österreichischen Opfer der Schoah wurde von der britischen Künstlerin Rachel Whiteread entworfen und im Jahr 2000 enthüllt.

## Entstehung
Das Mahnmal geht auf eine Initiative von Simon Wiesenthal zurück, Bauherr ist die Stadt Wien unter dem Bürgermeister Michael Häupl, der Entwurf Whitereads wurde durch eine internationale Jury unter dem Vorsitz des Architekten Hans Hollein ausgewählt. Neun Künstler und Architekten aus Österreich, Israel, Großbritannien und den Vereinigten Staaten wurden ursprünglich zum Wettbewerb geladen. Die eingereichten Entwürfe hatten eine Reihe fester Vorgaben zu berücksichtigen: den Ort (Judenplatz), eine Gedenkinschrift und die Auflistung aller Konzentrationslager, in denen österreichische Juden zu Tode gekommen waren. Das Mahnmal wurde am 25. Oktober 2000, also einen Tag vor dem österreichischen Nationalfeiertag, im Beisein von Bundespräsident Thomas Klestil, dem Präsidenten der Wiener Kultusgemeinde Ariel Muzicant, Simon Wiesenthal, der Architektin, weiteren Würdenträgern und Gästen enthüllt.

## Gestaltung

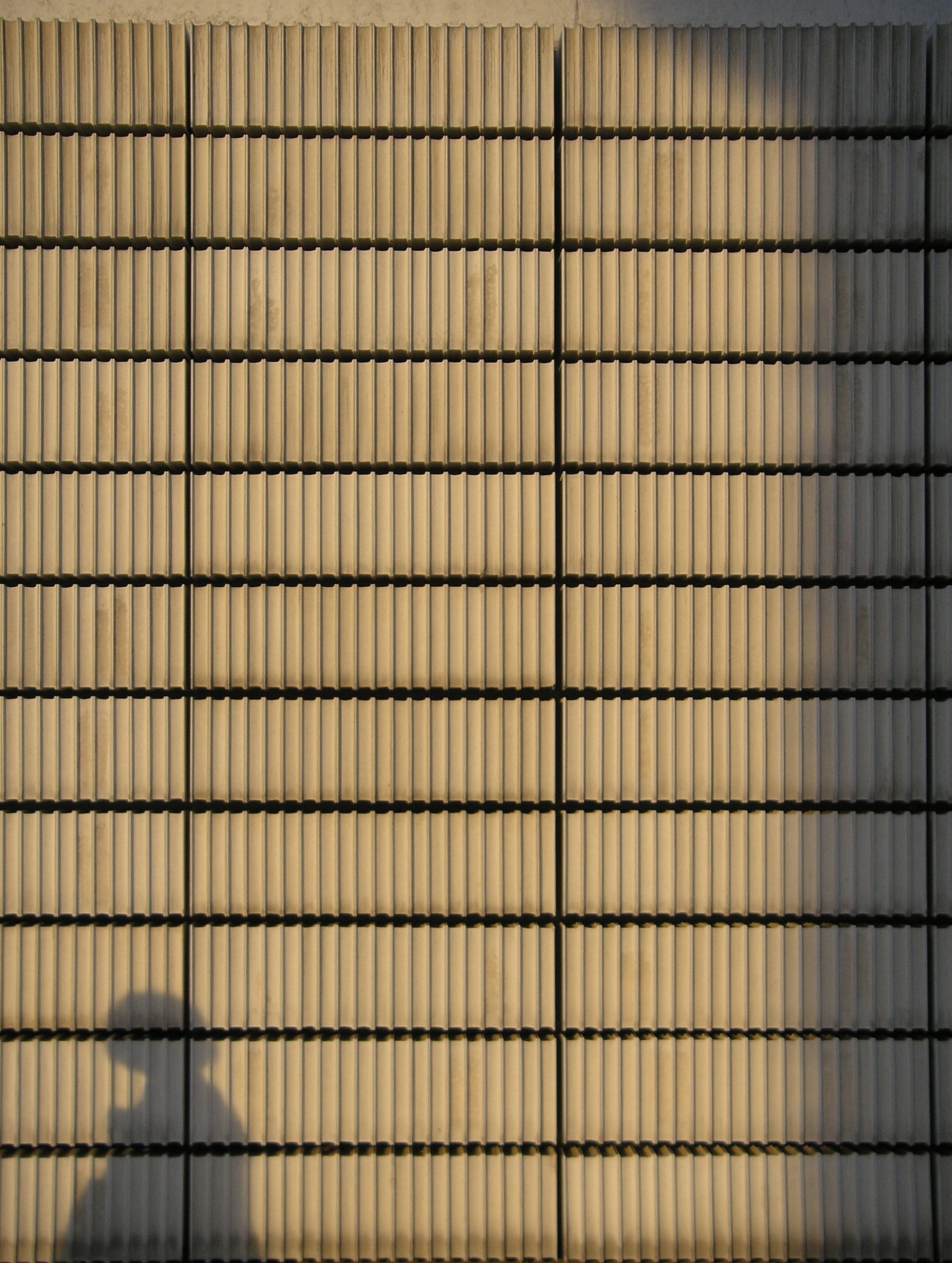
Schatten eines Passanten auf den „Büchern“

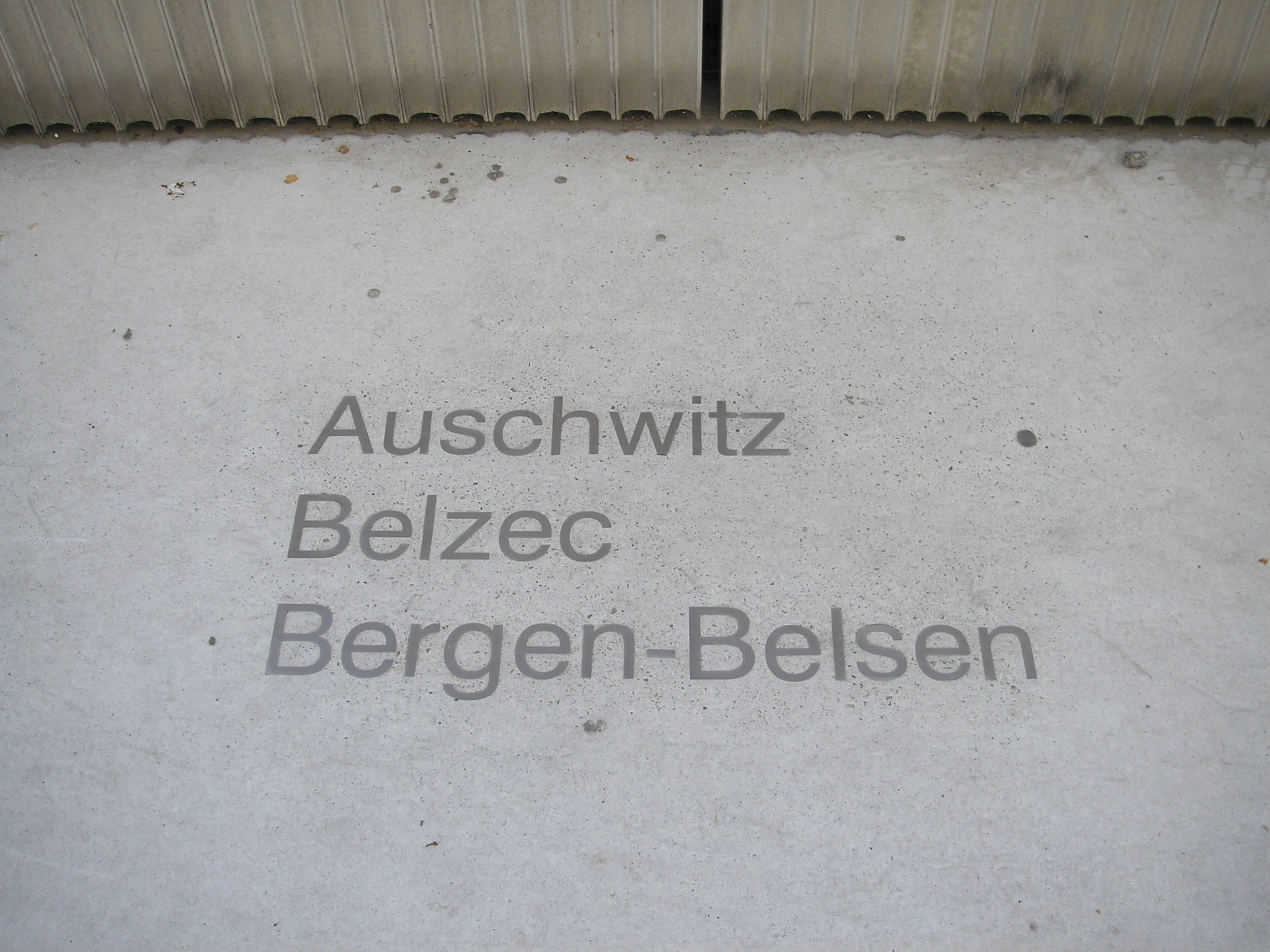
Namen der Konzentrationslager, in denen die Opfer umgebracht wurden, am Fuße des Mahnmals

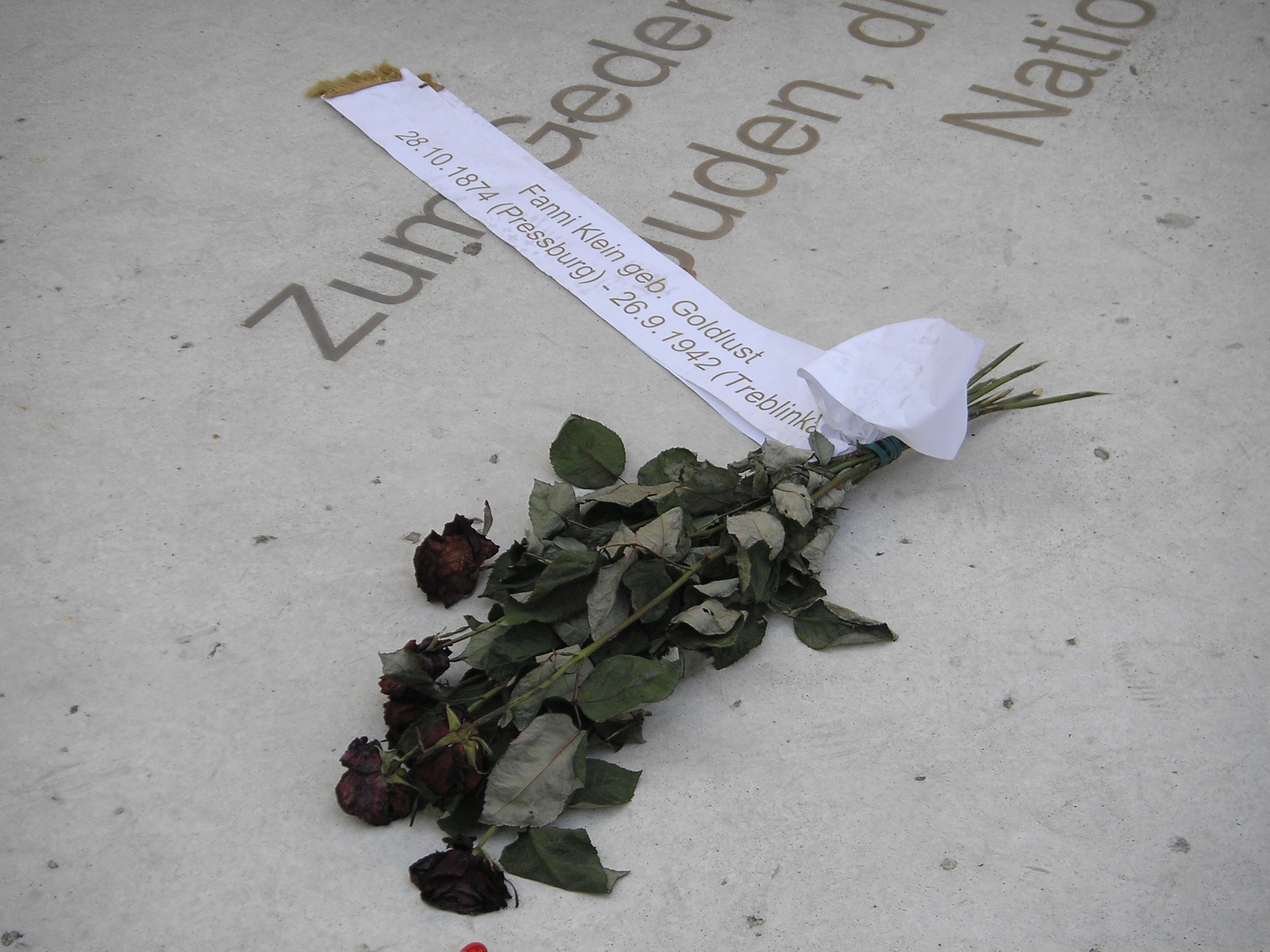
Rosen für Fanni Klein, eines der österreichischen Opfer der Nazis

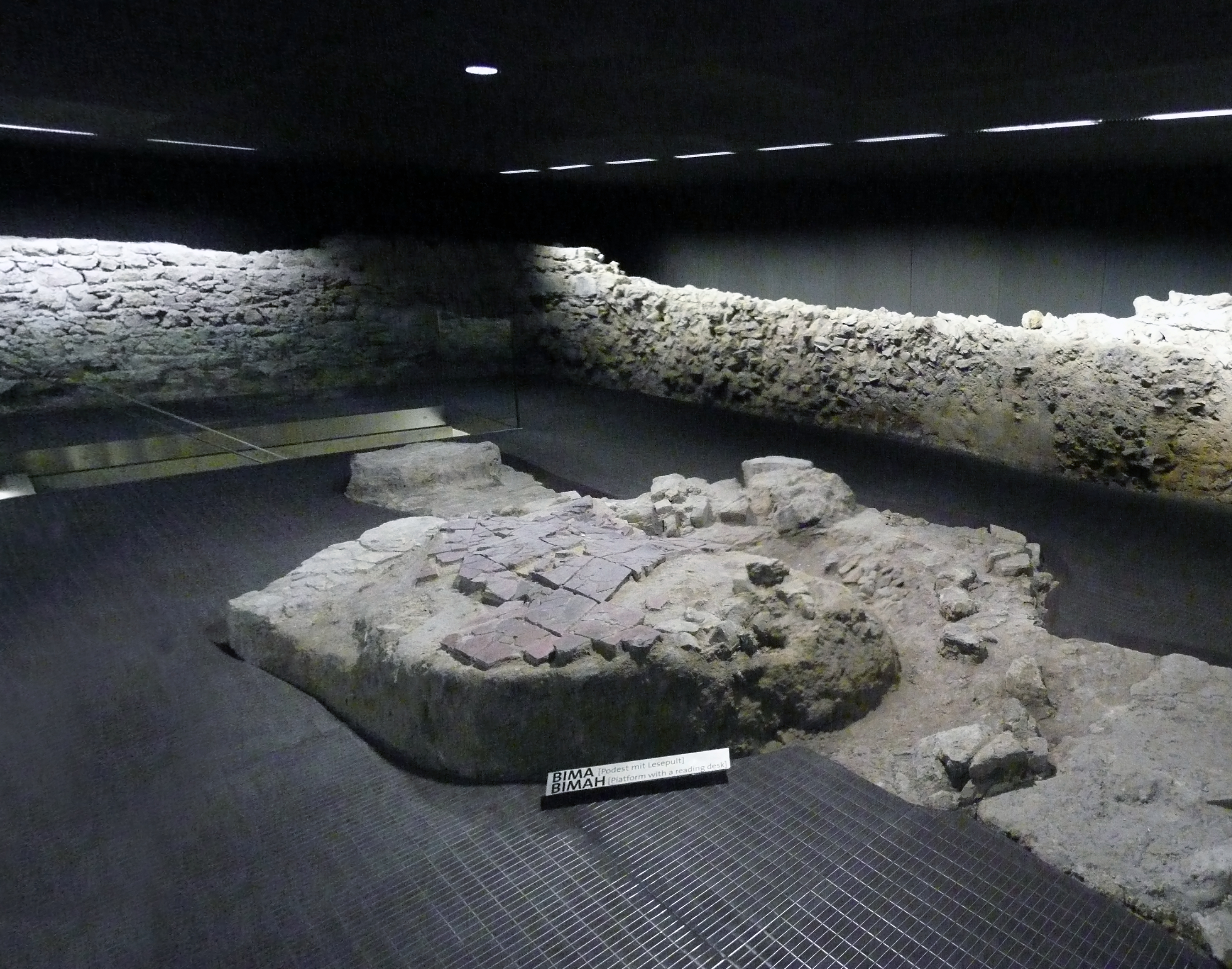
Die unterirdischen Reste der mittelalterlichen Synagoge wurden entdeckt und in das Gesamtkonzept des Mahnmals integriert

Das Mahnmal ist eine Stahlbetonkonstruktion mit einer Grundfläche von 10 × 7 Metern und einer Höhe von 3,8 Metern. Die Außenflächen des Quaders sind durchmodelliert als nach außen gewendete Bibliothekswände. Die Regale des Mahnmals sind mit scheinbar endlos vielen Ausgaben ein und desselben Buches bestückt, die für die große Zahl der Opfer und ihre Lebensgeschichte stehen (6640 scheinbare Bücher). Die Bücher befinden sich an ihrem Bestimmungsort, die Lage der Bücher im Regal ist aber unnatürlich, so wie der Tod bestimmt ist, und so wie den Opfern ein natürliches Ende vorenthalten wurde. Der Inhalt der Bücher bleibt verborgen. Die Flügeltüren, welche die Möglichkeit eines Kommens und Gehens andeuten, sind geschlossen, fehlende Türklinken erklären diesen Zustand als unveränderlich.
Auf Bodenfriesen, die im Sockel des Mahnmals eingelassen sind, sind die Namen jener Orte festgehalten, an denen österreichische Juden während der NS-Herrschaft von NS-Tätern ermordet wurden: Auschwitz, Belzec, Bergen-Belsen, Brčko, Buchenwald, Chelmno, Dachau, Flossenbürg, Groß-Rosen, Gurs, Hartheim, Izbica, Jasenovac, Jungfernhof, Kaiserwald, Kielce, Kowno (Kauen), Lagow, Lodz, Lublin, Majdanek, Maly Trostinec, Mauthausen, Minsk, Mittelbau/Dora, Modliborzyce, Natzweiler, Neuengamme, Nisko, Opatow, Opole, Ravensbrück, Rejowiec, Riga, Šabac, Sachsenhausen, Salaspils, San Sabba, Sobibor, Stutthof, Theresienstadt, Trawniki, Treblinka, Wlodawa, Zamość.
Auf dem Sockel vor den verschlossenen Flügeltüren ist ein Text in deutscher, englischer und hebräischer Sprache zu lesen, der auf das Verbrechen der Schoah und die geschätzte Zahl der österreichischen Opfer hinweist. Das Mahnmal stellt im Stile von Whitereads „Leerräumen“ eine Bibliothek dar, deren Bücher nach außen zeigen. Das Mahnmal kann als Würdigung des Judentums als Religion des „Buchs“ verstanden werden, spricht aber auch die durch den Völkermord an den europäischen Juden entstandene kulturelle Leerstelle an (Erinnerung und Verlust).

## Bezüge zum Judenplatz
Der Judenplatz und das Mahnmal ist einzigartig in Europa, vereint es die Ausgrabungen der mittelalterlichen Synagoge unter der Erde, die in der sogenannten „Wiener Geserah“ von 1420 niedergebrannt wurde, mit dem modernen Mahnmal über der Erde für die Opfer der Schoah. Neben dem Mahnmal deutet eine Gravur im Pflaster die Position der Bima der darunterliegenden Ausgrabungsstätte an.
Im Erdgeschoß des benachbarten Misrachi-Hauses hat das Dokumentationsarchiv des österreichischen Widerstandes in Zusammenarbeit mit der Israelitischen Kultusgemeinde Wien einen Informationsbereich zur Schoah eingerichtet. Hier werden Namen und Daten der 65.000 ermordeten österreichischen Jüdinnen und Juden und die Umstände, die zu ihrer Verfolgung und Ermordung geführt haben, der Öffentlichkeit präsentiert. Das Museum am Judenplatz, das ebenfalls im Misrachi-Haus ist, hat eine Dauerausstellung über die Geschichte des Judenplatzes, die Fundamente der zerstörten Or-Sarua-Synagoge direkt unter dem Mahnmal sind zu besichtigen (siehe auch: Juden in Wien).
Gegenüber dem Mahnmal ist das Denkmal von Gotthold Ephraim Lessing, das von den Nazis 1938 eingeschmolzen und nach dem Krieg wieder errichtet wurde. Das Mahnmal steht im Kontrast zu Lessings Ideen der Aufklärung und der Toleranz und Emanzipation der europäischen Juden und das Scheitern seiner humanistischen Philosophie am Antisemitismus, der im Holocaust gipfelte.
Hinter dem Denkmal steht eines der ältesten Gebäude Wiens, das „Jordanhaus“ mit einem spätgotischen Relief, das in Anspielung auf das Massaker in der Synagoge sowie auf die anschließende Verbrennung der Überlebenden in lateinischer Sprache die Tötung der Juden als „die Reinigung von Schmutz und Übel“ bejubelt (genauer Text siehe: Judenplatz (Wien)#Jordan-Haus).

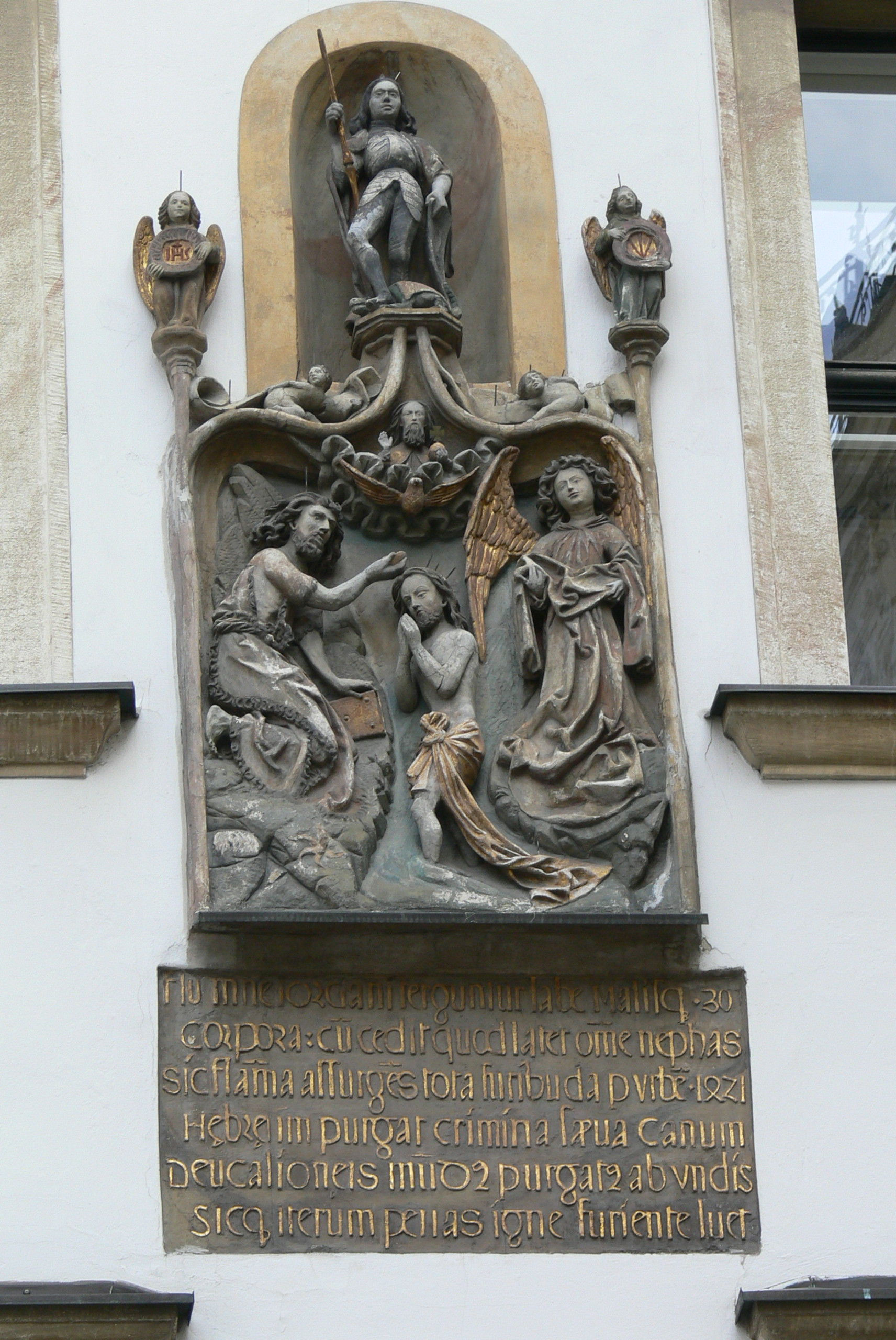
Das antisemitische Relief am Haus „Zum großen Jordan“ am Judenplatz

Eine Gedenktafel am Haus Judenplatz 6 nimmt auf die antisemitische Inschrift am Jordanhaus Bezug. Sie wurde nach langen Diskussionen von Kardinal Christoph Schönborn am 29. Oktober 1998 mit einem Eingeständnis des christlichen Versagens angesichts der Ermordung der europäischen Juden angebracht.

## Wirkungsgeschichte
Die Errichtung des Mahnmals wurde von Teilen der Bevölkerung stark kritisiert, die neben dem bereits existierenden Mahnmal gegen Krieg und Faschismus von Alfred Hrdlicka hinter der Wiener Staatsoper kein separates Mahnmal für die jüdischen Opfer wollten. Anrainer gründeten eine Initiative, da sie um die „Schönheit“ des Platzes fürchteten. Das Ziel der Architektin, mit dem Kontrast des unübersehbaren, modernen Mahnmals zu den historischen Altbauten rund um den Judenplatz das Verbrechen der Schoah dem Betrachter in Erinnerung zu rufen, scheint sich jedoch erfüllt zu haben.
Die Stadt Wien wurde für die Gestaltung des Judenplatzes von der „Dedalo Minosse International Prize’s Jury“ mit dem Spezialpreis der Stadt Vicenza in Italien 2002 ausgezeichnet.
Bei seinem Staatsbesuch in Österreich im Jahr 2007 gedachte Papst Benedikt XVI. an diesem Mahnmal der Opfer der Schoah in Anwesenheit des Oberrabbiners Paul Chaim Eisenberg und anderer jüdischer, katholischer und politischer Würdenträger.